# ドリーミージャーニー
「ドリーミージャーニー」は、the peggies1枚目のシングルである。2017年5月10日にエピックレコードジャパンから発売された。

## 解説
表題曲の「ドリーミージャーニー」は"どこまでだって進んで行ける"という明快で痛快なメッセージであり、まるで新しい世界が開けるような、デビュー曲に合う疾走感溢れるロックチューンな曲になっている。MVは4:3の画面比率でガレージロックバンドのような自然体で洋楽のミュージックビデオ感覚になっている。
初回仕様限定盤の特典としてドリーミージャーニーのMV が収録されたDVDとBORUTO描き下ろしワイドキャップステッカーが封入される。

## 収録曲

### CD
2曲とも作詞・作曲：北澤ゆうほ。
1. ドリーミージャーニー
編曲:the peggies、大久保友裕
テレビ東京系アニメーション「BORUTO-ボルト- NARUTO NEXT GENERATIONS」のエンディングテーマ
2. ちゅるりらサマフィッシュ
編曲:the peggies、川口圭太

### DVD (初回生産限定盤)
1. ドリーミージャーニー